# Astragalus helleri
Astragalus helleri es una especie de planta del género Astragalus, de la familia de las leguminosas, orden Fabales.

## Distribución
Astragalus helleri se distribuye por México.

## Taxonomía
Fue descrita científicamente por Fenzl. Fue publicada en Bonplandia 8: 56 (1860).